# Villa Snäckan

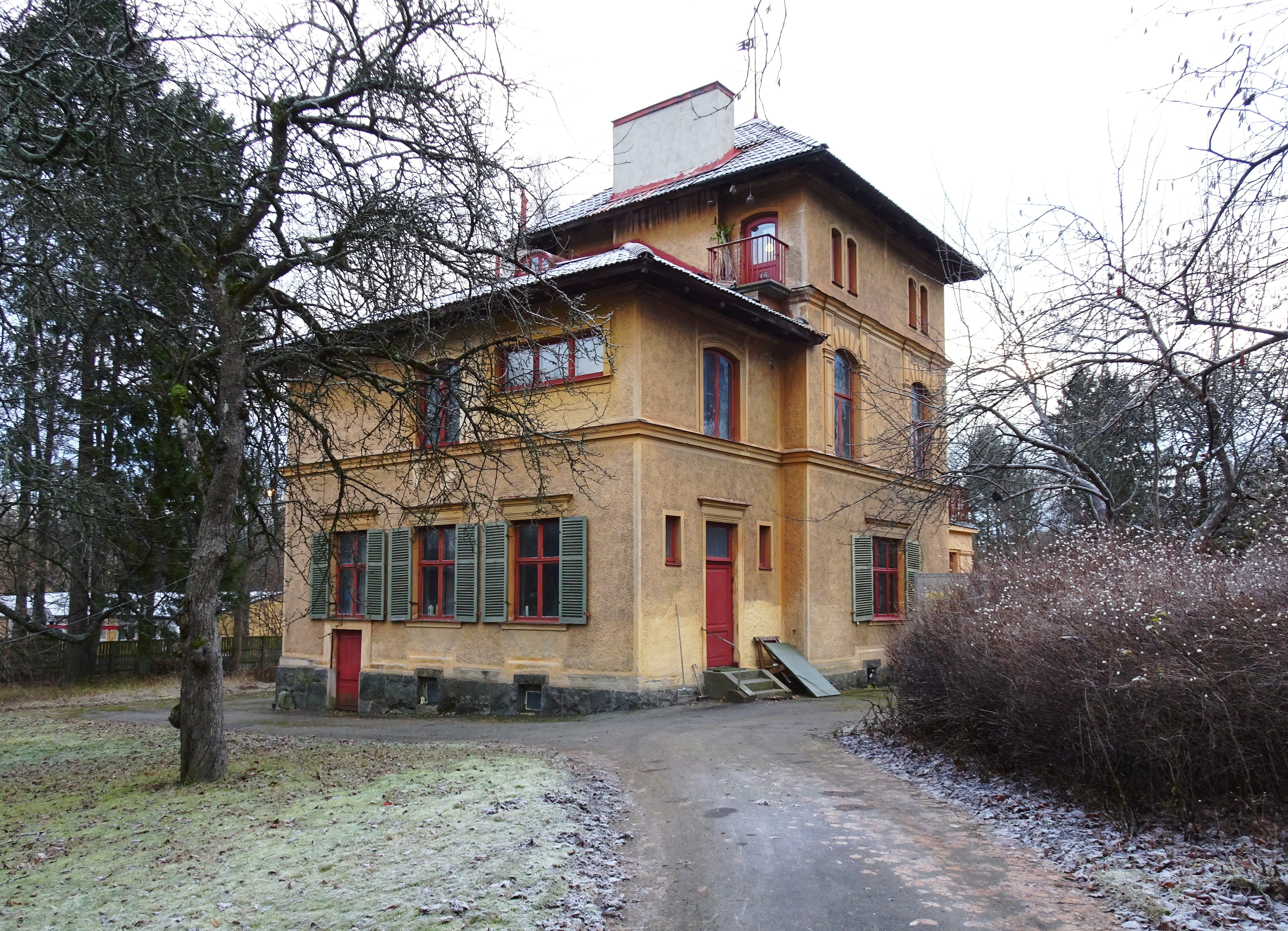
Villa Snäckan, december 2015.

Villa Snäckan är en villa vid Stockholmsvägen 46 i Saltsjöbaden,  Nacka kommun. Villan ritades 1896 av arkitekterna Kasper Salin och Gustaf Lindgren för Edvard Casparsson med familj och blev ett konstnärshem genom hustrun Anna Casparsson och dottern Marja Casparsson. Snäckan räknas till den enda renodlade italieninspirerade villan i Saltsjöbaden.

## Byggnaden

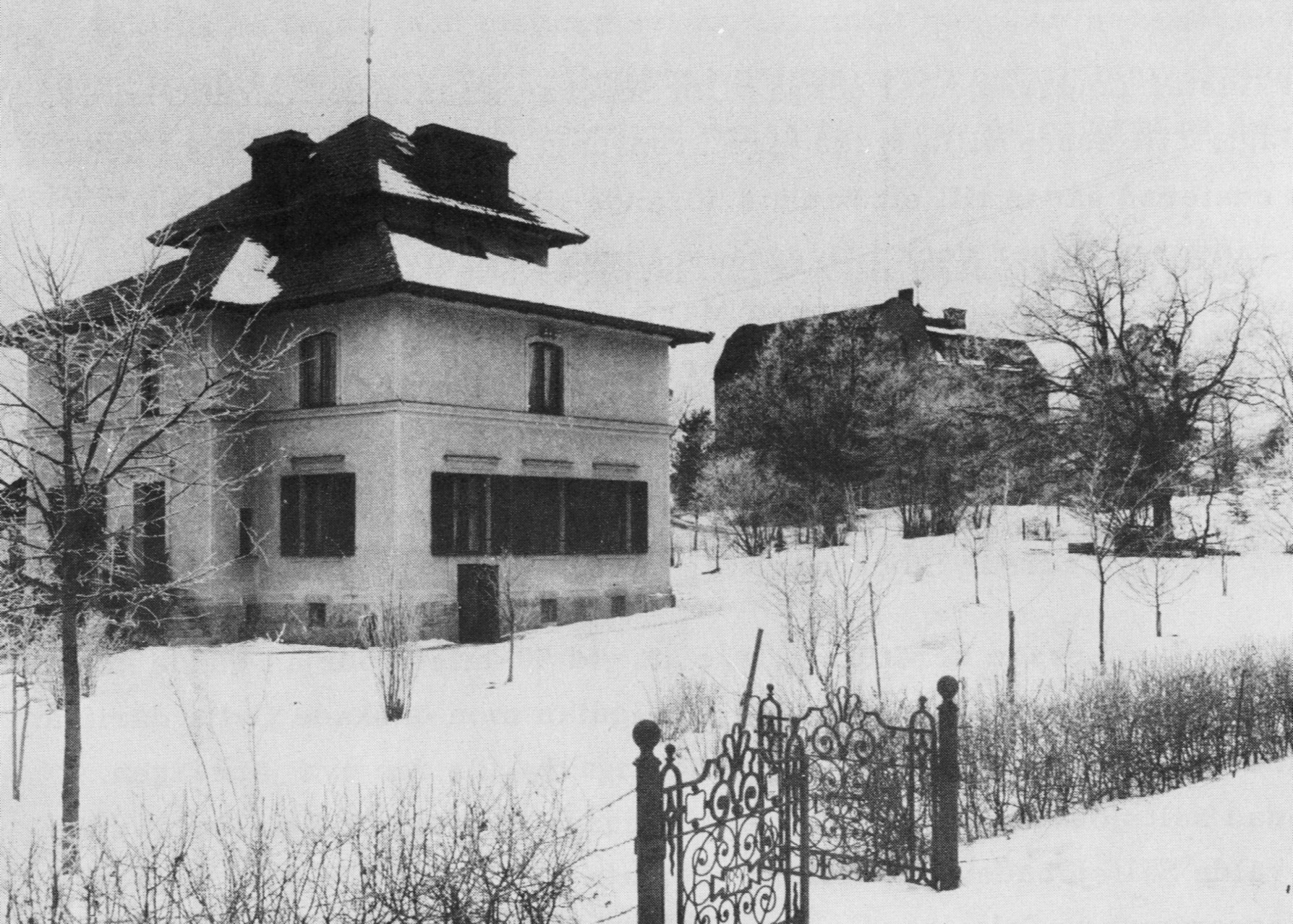
Villa Snäckan, 1900.

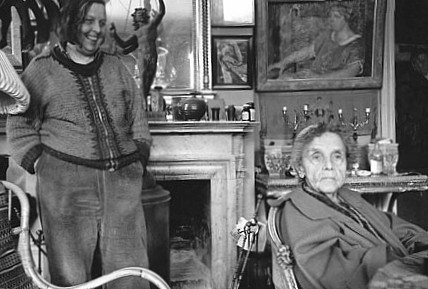
Marja och Anna Casparsson i Snäckan.

Bland alla sommarvillor i schweizerstil, nationalromantik och american stick style, som byggdes i Saltsjöbaden kring sekelskiftet 1900 framträder Villa Snäckan som ett undantag. Villan uppfördes 1896 på en stor strandtomt som sluttar svagt ner mot Neglingeviken nära Saltsjöbanans station "Ringvägen". Huset var redan från början tänkt för åretruntboende och hör idag till den absolut bäst bevarade av denna typ i Saltsjöbaden.
Byggnaden ritades av arkitekterna Kasper Salin och Gustaf Lindgren som var samarbetspartner. Stilen är strikt och renodlad med stram form och enkel dekor, bland annat ett snäckskal över entrén som anspelar på villans namn. Huset är uppfört i tegel och med två våningar under ett flackt, utkragande tegeltak. I sydvästra hörnet höjer sig byggnaden likt ett torn med ytterligare en våning som täcks av ett pyramidtak. Fasaderna är grov putsade och avfärgade i gulbeige kulör. Fönster- och dörrsnickerierna är målade i engelskt rött. Bottenvåningens fönster kan stängas med fönsterluckor. Planen är osymmetrisk, men inte så pittoresk och oregelbunden som sommarvillorna i grannskapet, exempelvis de närbelägna Sjuvillorna eller Villa Skärtofta.
Bottenvåningen upptas av en stor sal med öppen spis, herrens rum, kök, jungfrukammare och entréhall med trappa till övre våningen. Här återfinns bland annat en salong och flera sovrum. I den tredje våningen i torndelen fanns ursprungligen tre gästrum. Villans båda infarter avgränsas mot gatan av genomarbetade smidesgrindar med årtalet 1896 infällt.  1916 flyttades en timrad dalastuga till tomten och placerades norr om huvudbyggnaden.

## Ett konstnärshem
Beställare var försäkringstjänstemannen Edvard Casparsson (1856–1923) och konstnären Anna Casparsson. Paret hade fyra barn, bland dem målaren Marja Casparsson som föddes 1901 i villan. Edvard Casparsson var nära vän med flera av samtidens främsta konstnärer i Konstnärsförbundet, som Anders Zorn och Ernst Josephson. Den senare bodde tidvis här. I Villa Snäckan hölls salong för konstnärer och Anna Casparsson spelade piano; hon var även pianist.
År 1923 tog Edvard Casparsson sitt liv i villan; han var övertygad om att han gått i personlig konkurs men det visade sig inte vara fallet. Anna Casparsson dog den 24 september 1961. Dottern Marja bodde kvar i villa Snäckan hela sitt liv och var som mest produktiv på 1930- och 40-talen. Hon avled 1993. Fastigheten gick sedan i arv till en nära släkting, Fredrik von Feilitzen av släkten von Feilitzen.

## Bilder

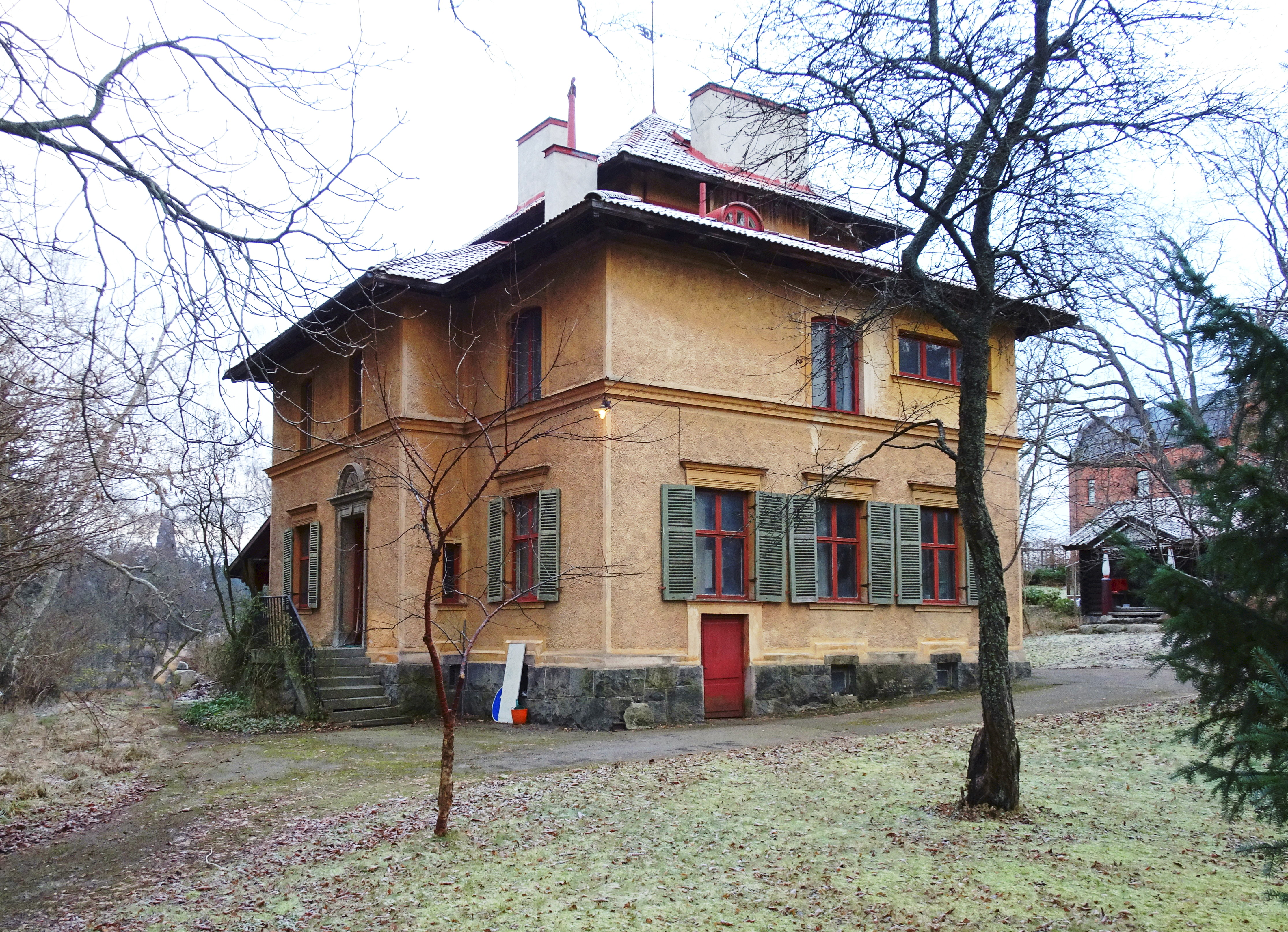
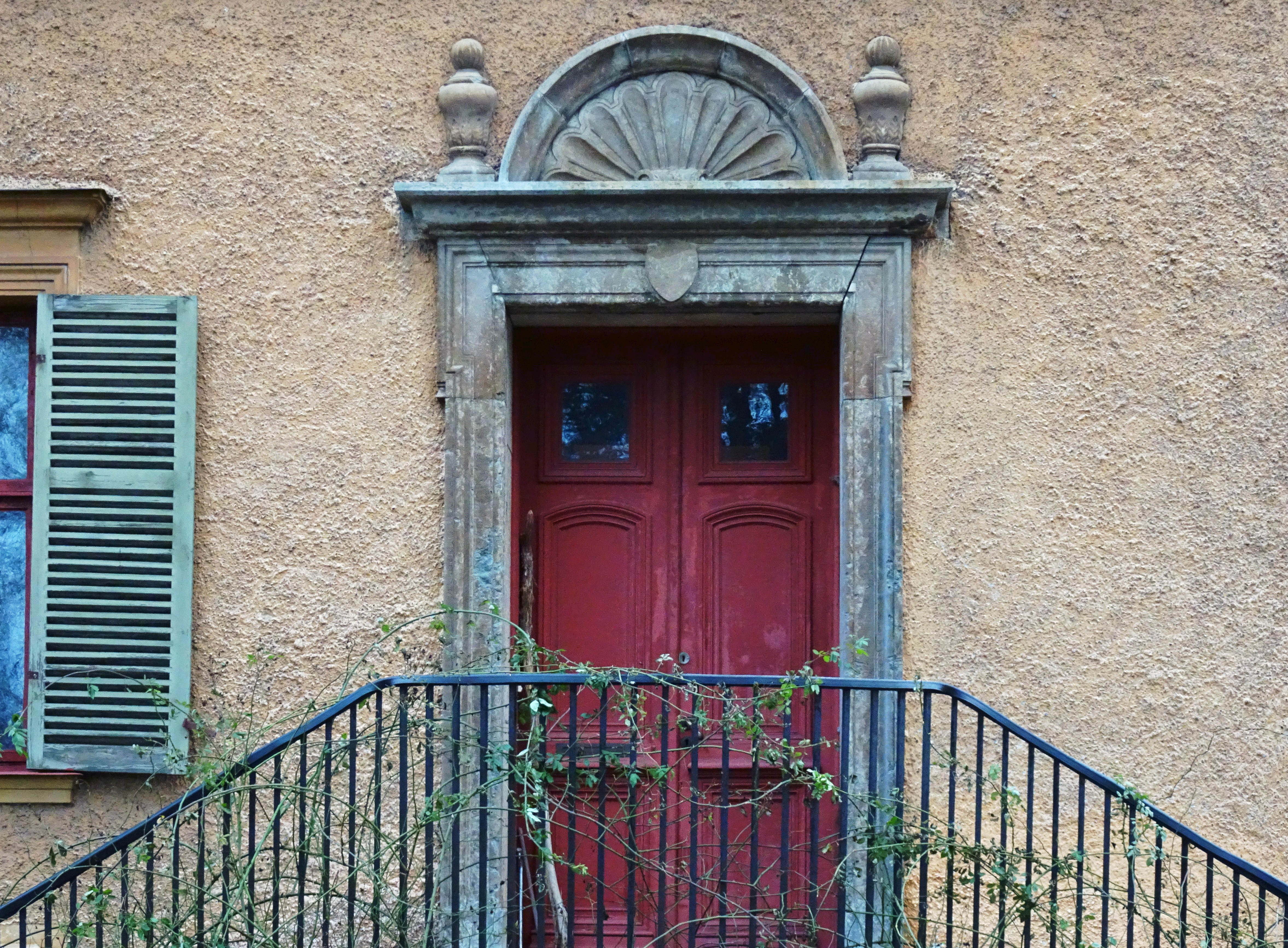
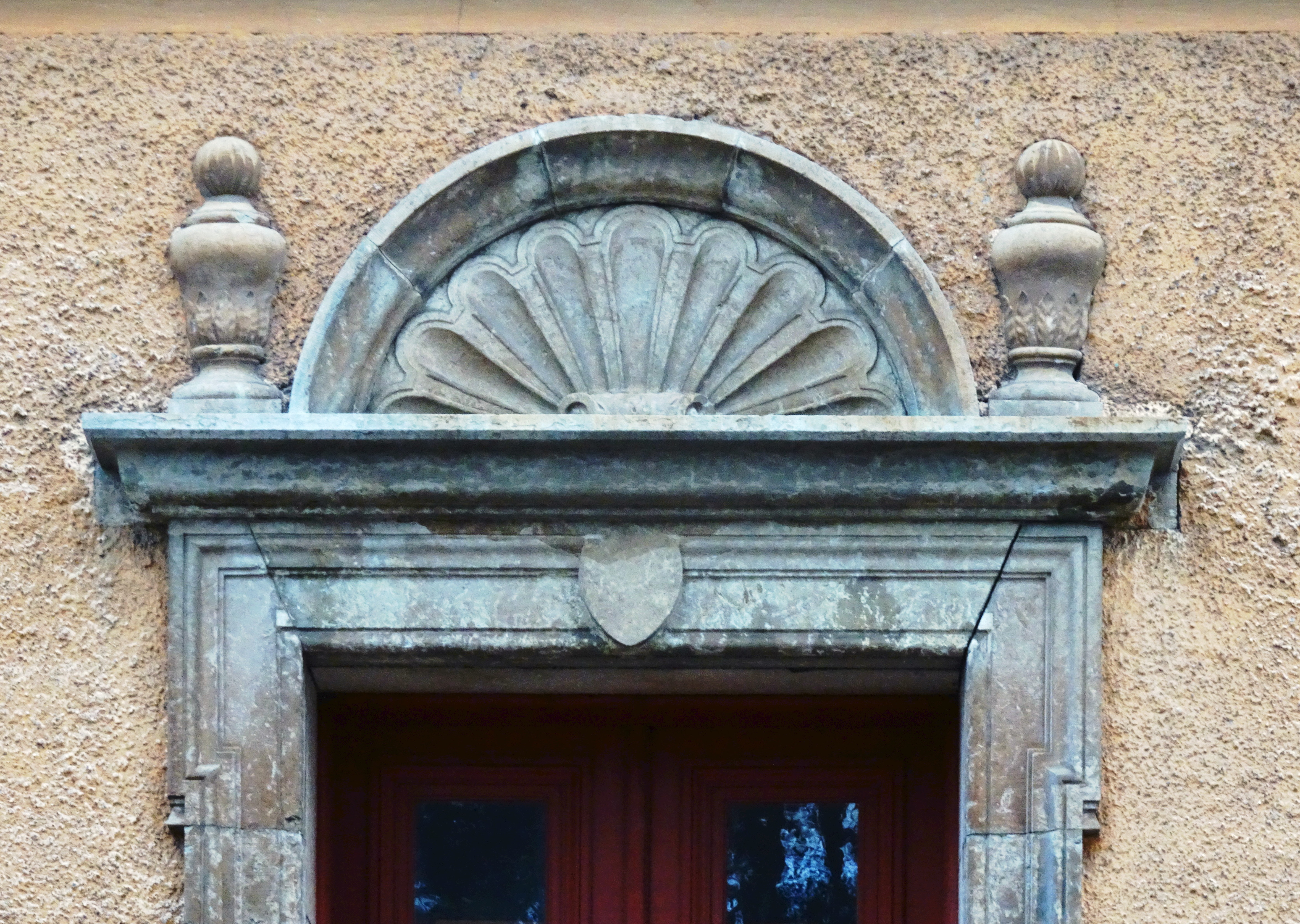
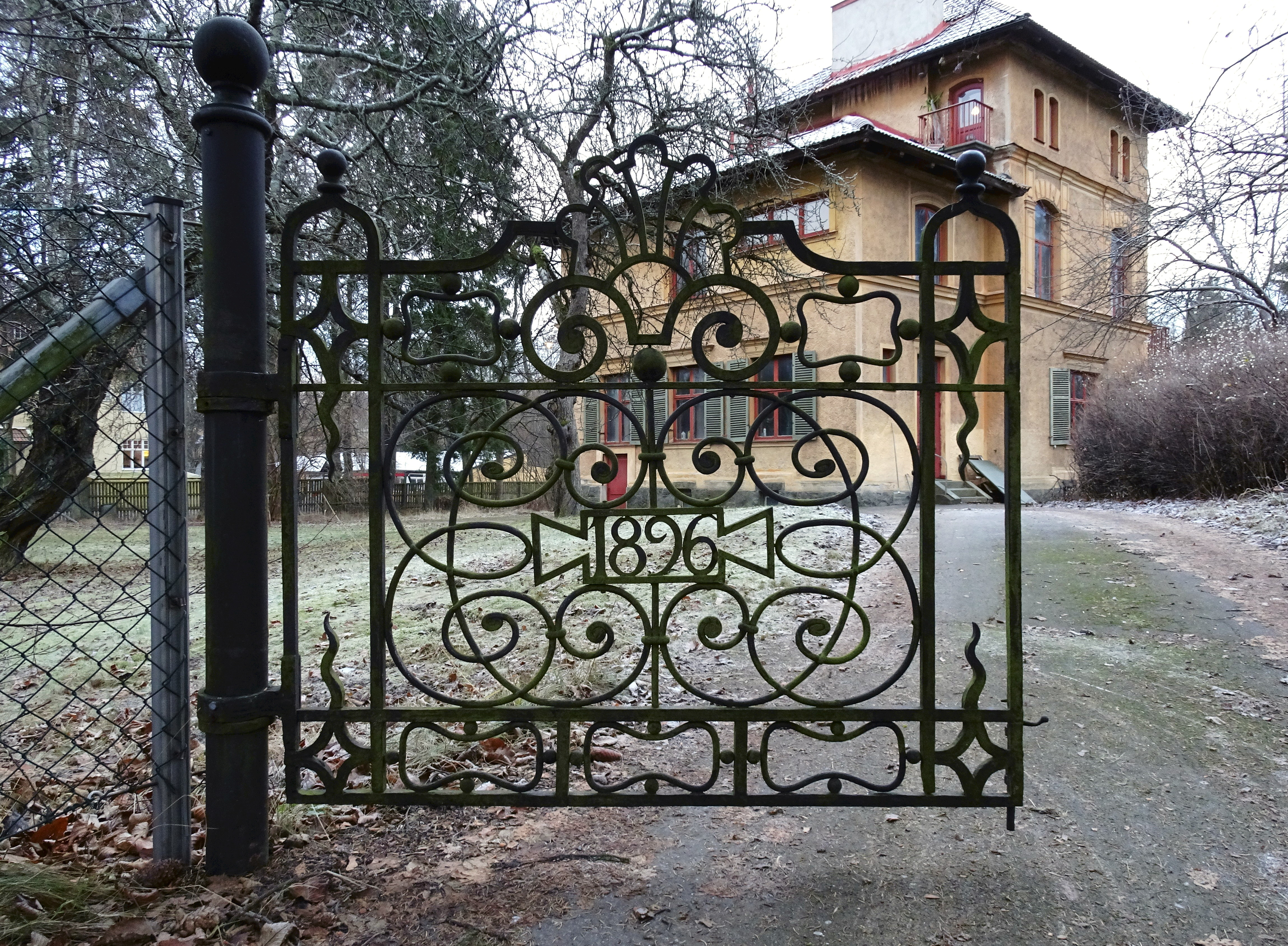